# 約克敦鎮區 (伊利諾伊州亨利縣)
約克敦鎮區（英語：Yorktown Township）是位於美國伊利諾伊州亨利縣的一個行政鎮區。

## 地方資料
根據2010年美國人口普查的數據，約克敦鎮區的面積為92.40平方千米，當中陸地面積為92.40平方千米，而水域面積為0.00平方千米。當地共有人口422人，而人口密度為每平方千米4.57人。